# 张庆 (1892年)
张庆（1892年—1924年），又名张廷獻、張國信，綽號老洋人，河南临汝县（一作寶豐縣）人，清末民初土匪。
张庆出生在一个极端贫苦的农民家庭，身材又高又瘦，一张白脸，长长的睫毛下一对大眼睛，貌似洋人，所以外号“老洋人”。1911年，父母双亡的张庆和哥哥张林参加白朗的部隊，1914年白朗兵败身亡，张林战死，张庆返回临汝老家，后改名张廷献，投入河南督军赵倜的宏威军中当兵。
1922年第一次直奉战争爆发，赵响应奉系在河南反吳佩孚，张庆則組織河南自治軍，均被直系冯玉祥击败，军队被吴佩孚勒令就地解散，张庆此时已是连长，心有不甘，率领所部及散兵300多人，組織自己的武裝。张庆军从中牟南下豫西，一路经过宝丰、鲁山、 栾川、卢氏等县，同年7月到达陕州城下时，人数已达数千人。陕州守备丁保成当年曾在灵宝县巡缉队担任副领官，与时任连长的张庆过从甚密，于是开门请降，张庆大喜，任命他为参谋长。
1924年，南阳镇守使马志敏部河南陆军第一混成团第一营尤营在老爷顶包圍张庆。参谋长丁保成被尤营之胡士标连俘获。丁保成供述张庆已死，其尸體埋在廉村。在丁保成帶路下，胡士标带人扒出张庆尸體，送至开封。经张福来验明為真身，元月十八日，张庆被悬首开封城外示众。同时丁保成也被處決。張慶的死亡有戰死、自殺、被其参谋长丁宝成枪杀等多種說法。